# Feng Mengbo
Feng Mengbo (chinesisch 冯梦波, Pinyin Féng Mèngbō, * 1966 in Peking) ist ein chinesischer Video- und Installationskünstler.
Feng Mengbo lebt und arbeitet in Peking. Seine Arbeit Q4U, eine künstlerisch bearbeitete Version des Egoshooters Quake III Arena, war im Jahr 2002 auf der Documenta11 in Kassel zu sehen.
Im Jahr 2004 wurde ihm der Kulturpreis Prix Ars Electronica für „Ah_Q - A Mirror of Death“ überreicht.